# Edge (журнал)
Edge — багатоформатний, британський журнал про відеоігри, який видає Future plc. Щорічно видає 13 випусків. Журнал був заснований Стівом Джарратом. Він також випустив іноземні видання в Австралії, Бразилії, Франції, Німеччині, Італії та Іспанії.

## Історія
Журнал був заснований у жовтні 1993 року Стівом Джарраттом, давнім журналістом відеоігор, який також запустив кілька інших журналів для Future plc.
Ілюстрацію для обкладинки 100-го випуску журналу спеціально надав Шіґеру Міямото.[джерело?] 200-й номер був випущений у березні 2009 року з 200 різними обкладинками, кожна з яких присвячена одній грі; 199 варіантів були в загальному обігу, а один був ексклюзивним для передплатників. Було надруковано лише 200 журналів з кожною обкладинкою, чого було достатньо, щоб задовольнити тираж Edge у 28 898.[джерело?]
У жовтні 2003 року тодішній редактор Edge Жоао Дініс-Санчес залишив журнал разом із заступником редактора Девідом Маккарті та іншими штатними авторами. Після їх відходу, редагування Edge повернулося до Тоні Мотта, який був редактором до Дініз-Санчеса. Єдиною членкинею команди, яка залишилася, була Маргарет Робертсон, яка в 2006 році змінила Мотта на посаді редактора. У травні 2007 року Робертсон залишила посаду редакторки, і її замінив Тоні Мотт, який втретє обійняв посаду редактора. Алекс Вілтшир був редактором журналу з травня 2012 року по березень 2013 року, а потім Натан Браун. Джен Сімпкінс змінила роль редактора від Натана Брауна в квітні 2020 року.
Між 1995 і 2002 роками частина вмісту британського видання Edge була опублікована в Сполучених Штатах під назвою Next Generation. У 2007 році американська дочірня компанія Future plc, Future US, почала повторно публікувати вибрані останні функції Edge на вебсайті Next Generation; вебсайт і блог Edge згодом були включені до сайту NextGen. У липні 2008 року весь сайт було перейменовано під назву Edge, оскільки це був старший із двох брендів. У травні 2014 року повідомлялося, що Future plc має намір закрити вебсайти Edge, Computer and Video Games та інші їхні публікації відеоігор; у грудні 2014 року було підтверджено, що вебсайт CVG буде закрито, а його вміст буде опубліковано на GamesRadar, а в січні 2015 року було оголошено, що те саме станеться з вебсайтом Edge. У період з 2015 по 2018 роки статті Edge періодично перепублікувалися на Kotaku UK.
З моменту виходу журналу Edge тричі оновлювався. Перший редизайн відбувся в 1999 році; другий у 2004 році; і третій у 2011 році. Перший редизайн змінив розміри журналу, щоб він став ширшим за оригінальну форму. Останній дизайн вдруге змінює фізичні розміри журналу та забезпечує вищу якість паперу, ніж використовувався раніше.

## Особливості
Кожен випуск містить статтю «Making of» про певну гру, зазвичай містить інтерв’ю з одним із оригінальних розробників. У випуску 143 була представлена серія ретроспективних статей «Time Extend». Подібно до серії «Making-of», кожна з них зосереджена на одній грі та дає поглиблений аналіз її найцікавіших або інноваційних атрибутів.
«Codeshop» вивчає більше технічних предметів, таких як програми 3D-моделювання чи фізичне проміжне програмне забезпечення, тоді як «Studio Profile» та «University Profile» є односторінковими підсумками конкретних розробників або видавців, а також ігрові курси у вищих навчальних закладах.
Незважаючи на те, що загальний список авторів друкується на перших сторінках кожного випуску, журнал зазвичай не використовує авторські рядки для зазначення окремих авторів у конкретних оглядах і статтях, натомість лише посилаючись на анонімний Edge в цілому. Починаючи з 2014 року, деякі додані функції позначаються підписом автора. Постійні колумністи журналу постійно згадувалися протягом усього виходу журналу. Нинішніми колумністами є Джеймс Ліч, Клінт Хокінг і Тадг Келлі. Крім того, кілька колумністів з’являються на початку журналу, щоб говорити про ігрову індустрію в цілому, а не зосереджуватися на конкретних темах ігрового дизайну. Це Стівен Пул, автор книги Trigger Happy, Лі Александер і Браян Хоу, чий розділ пародійної статті «You're Playing It Wrong» почався з нового редизайну.
Попередні колумністи включали Пол Роуза («Mr Biffo», засновник Digitiser), Тосіхіро Наґоші з Sega Amusement Vision, автор Тім Гест, Н'Гай Кроал, і розробник ігор Джефф Мінтер. Крім того, численні колонки були опубліковані анонімно під псевдонімом «RedEye», а кілька японських письменників зробили свій внесок у регулярну публікацію під назвою «Something About Japan».
Комікс Джеймса Хатчінсона під назвою Crashlander був представлений в Edge між випусками 143 і 193.

## Оцінювання
Edge оцінює ігри за десятибальною шкалою, від мінімум 1 до максимум 10. Протягом більшої частини тиражів журналу політика рецензування журналу стверджувала, що бали загалом відповідають одному з таких «настроїв»:
1. катастрофічно
2. жахливо
3. серйозно пошкоджено
4. розчаровує
5. середньо
6. компетентно
7. відзначилося
8. відмінно
9. вражаюче
10. революційно

Однак у випуску 143 систему підрахунку балів було змінено на простий список «10 = десять, 9 = дев’ять...» і так далі, нахабне посилання на людей, які надто багато читають про оцінки рецензій. Минуло майже три роки, перш ніж Edge поставив грі оцінку десять із десяти, а на сьогоднішній день оцінку було присвоєно двадцяти семи іграм:
| Назва                                     | Платформа                                                        | Випуск | Рік  |
| ----------------------------------------- | ---------------------------------------------------------------- | ------ | ---- |
| Super Mario 64                            | Nintendo 64                                                      | E035   | 1996 |
| Gran Turismo                              | PlayStation                                                      | E055   | 1998 |
| The Legend of Zelda: Ocarina of Time      | Nintendo 64                                                      | E066   | 1998 |
| Halo: Combat Evolved                      | Xbox                                                             | E105   | 2001 |
| Half-Life 2                               | Windows                                                          | E143   | 2004 |
| Halo 3                                    | Xbox 360                                                         | E181   | 2007 |
| The Orange Box                            | Windows, Xbox 360                                                | E182   | 2007 |
| Super Mario Galaxy                        | Wii                                                              | E183   | 2007 |
| Grand Theft Auto IV                       | PlayStation 3, Xbox 360                                          | E189   | 2008 |
| LittleBigPlanet                           | PlayStation 3                                                    | E195   | 2008 |
| Bayonetta                                 | Xbox 360                                                         | E209   | 2009 |
| Super Mario Galaxy 2                      | Wii                                                              | E215   | 2010 |
| Rock Band 3                               | PlayStation 3, Xbox 360                                          | E222   | 2010 |
| The Legend of Zelda: Skyward Sword        | Wii                                                              | E234   | 2011 |
| The Last of Us                            | PlayStation 3                                                    | E255   | 2013 |
| Grand Theft Auto V                        | PlayStation 3, Xbox 360                                          | E259   | 2013 |
| Bayonetta 2                               | Wii U                                                            | E272   | 2014 |
| Bloodborne                                | PlayStation 4                                                    | E279   | 2015 |
| The Legend of Zelda: Breath of the Wild   | Nintendo Switch, Wii U                                           | E304   | 2017 |
| Super Mario Odyssey                       | Nintendo Switch                                                  | E312   | 2017 |
| Red Dead Redemption 2                     | PlayStation 4, Xbox One                                          | E326   | 2018 |
| Dreams                                    | PlayStation 4                                                    | E344   | 2020 |
| Elden Ring                                | PlayStation 4, PlayStation 5, Windows, Xbox One, Xbox Series X/S | E370   | 2022 |
| Immortality                               | Android, iOS, Windows, Xbox Series X/S, PlayStation 5            | E375   | 2022 |
| The Legend of Zelda: Tears of the Kingdom | Nintendo Switch                                                  | E385   | 2023 |
| Baldur's Gate 3                           | Windows, PlayStation 5                                           | E389   | 2023 |
| Astro Bot                                 | PlayStation 5                                                    | E403   | 2024 |

| Місце | Серія                                | Кількість балів 10/10 | Розробник(и)     | Проміжок  |
| ----- | ------------------------------------ | --------------------- | ---------------- | --------- |
| 1     | Super Mario                          | 4                     | Nintendo EAD/EPD | 1996–2017 |
| 1     | The Legend of Zelda                  | 4                     | Nintendo EAD/EPD | 1998–2023 |
| 2     | Bayonetta                            | 2                     | PlatinumGames    | 2009–2014 |
| 2     | Grand Theft Auto                     | 2                     | Rockstar North   | 2008–2013 |
| 2     | Half-Life (включно з The Orange Box) | 2                     | Valve            | 2004–2007 |
| 2     | Halo                                 | 2                     | Bungie           | 2001–2007 |

На відміну від цього, лише дві назви отримали рейтинг один із десяти, Kabuki Warriors і FlatOut 3: Chaos & Destruction.

### Ретроспективні нагороди
У грудневому випуску ретро-ігор 2002 року Edge оцінили дві гри, випущених до виходу журналу у 10 з 10:
- Elite (1984)
- Exile (1988)

Edge також оцінили гру у 10 з 10 в одному з регулярних ретроспективних оглядів у звичайному випуску журналу:
- Super Mario Bros. (1985)

У 10-му ювілейному випуску Edge у 2003, GoldenEye 007 (1997) було включено до десятки найкращих шутерів журналу разом із зауваженням, що це була «єдина інша гра», яка мала отримати оцінку «десять із десяти». Спочатку гра була нагороджена дев'ятьма балами з десяти, а пізніше журнал заявив, що «десятку розглядали, але зрештою відхилили».

У 20-му ювілейному випуску (E258), опублікованому в серпні 2013 року, містилася функція під назвою «The Ten Amendments», у якій оцінки наступних семи ігор були ретроспективно скориговані до десяти з десяти. Для кожного було надано обґрунтування.
- GoldenEye 007 (Nintendo 64)
- Advance Wars (Game Boy Advance)
- Resident Evil 4 (GameCube)
- Drop7 (iOS, Android)
- Red Dead Redemption (Xbox 360, PlayStation 3)
- Super Street Fighter IV (Xbox 360, PlayStation 3, Аркада)
- Dark Souls (PlayStation 3, Xbox 360, Windows)

## Спецвипуски
У Великобританії було опубліковано кілька спеціальних видань Edge. Серед них:
«1996 essential hardware guide»
Присвячено PS1, Saturn, Ultra 64, CD-ROM для ПК, 3DO, M2, Atari Jaguar, Amiga, Virtual Boy, Mega Drive, SNES. Це було перше випущене спеціальне видання, на лицьовій стороні та стороні було написано Premiere Issue.
«Essential hardware guide 2000»
Містить десять найпопулярніших форматів, сер Клів переглядає ZX Spectrum і розділи на Xbox, PS1, PS2, Dreamcast, Gamecube, GScube, Game Boy Color, ПК, Game Boy Advance, Wonderswan Color, Ericsson R380s, Palm IIIc і GP32.
«The 100 most significant reviews from the first 100 issues» (2001)
Колекція передруків відомих рецензій з історії журналу разом із ретроспективними коментарями до кожної гри. На додаток до оглядів популярних ігор (включно з трьома оцінками «десять із десяти», які були присуджені протягом того періоду), він також включав коментарі Edge щодо помітних розчарувань, таких як Rise of the Robots і Daikatana. У випуску також було вміщено покажчик змісту тих 100 номерів журналу.
«Retro: The guide to classic videogame playing and collecting» (2002)
Журнал на тему ретроігор, застосовано формат стандартного видання Edge до класичних відеоігор. Це було найповніше сформоване спеціальне видання Edge, яке містило лише новий матеріал.
«Retro: 'The making of...' special» (2002)
Друге видання в серії Ретро було збіркою матеріалів «Making of», більшість з яких раніше публікувалися в основному журналі. Ці функції зазвичай містили інтерв’ю з виробниками класичних відеоігор, які розповідали про процес створення ігор.
«Edge presents Equip: PlayStation 2 edition»
«Edge presents Equip: GameCube edition»
«Edge presents Equip: PC edition»
«Edge presents Equip: Xbox edition»
У кожному випуску Equip обговорювався стан певної ігрової платформи, оглядаючись на важливі релізи і окреслюючи майбутні розробки. Наприклад, у випуску GameCube містилися довгі ретроспективи The Legend of Zelda: The Wind Waker і Animal Crossing, а також інформація про майбутні ігри, які використовуватимуть кабель зв’язку GameCube – Game Boy Advance.
Десятий спецвипуск: «Retro: The Collector's Series»
У цьому останньому випуску серії Ретро передруковано всі статті з головного журналу «Collector's Series». Кожна функція була зосереджена на конкретній ігровій консолі минулих років і досліджувала її історію та ринок колекціонерів навколо її рідкісних або колекційних ігор. Незвично для Edge, більшість цих статей були написані одним журналістом відеоігор: Саймоном Паркіним, давнім позаштатним співробітником журналу.
«Edge presents FILE Volume 1 - Issues 1-12: The birth of a new generation» (2006)
«Edge presents FILE Volume 2 - Issues 13-24: The new generation shows its strength» (2007)
"Edge presents FILE Volume 3 - Issues 25-36: Videogame culture enters a new era" (2007)
Три видання «FILE» передрукували вибраний вміст, спочатку опублікований між 1993 і 1996 роками в випусках Edge 1–36. Кожен том «FILE» охоплював 12 випусків.
«Edge presents... The Art Of Videogames» (2007)
Демонструє візуальний аспект ігор.
«Edge presents... The 100 Best Videogames» (2007)
Список було складено завдяки поєднанню пропозицій від читачів Edge, співробітників Edge та додаткових «експертів галузі». Кожна гра в списку мала ретроспективну статтю, ілюстрацію на всю сторінку та бічну панель із переліком коментарів читачів. Крім того, том містив передруки попередніх списків журналу «Top 100» за 2000 (випуск 80) і 2003 (випуск 128). Топ 10 з Edge Presents «The 100 Best Videogames» були:
1. The Legend of Zelda: Ocarina of Time
2. Resident Evil 4
3. Super Mario 64
4. Half-Life 2
5. Super Mario World
6. The Legend of Zelda: A Link to the Past
7. Halo: Combat Evolved
8. Final Fantasy XII
9. Тетріс
10. Super Metroid

«the 100 greatest videogames» (2015)
Випуск має формат, подібний до попереднього тому, оскільки кожна гра в списку містить ретроспективну статтю, що супроводжується ілюстрацією на всю сторінку (часто це концепт-арт з гри). Список був складений виключно співробітниками Edge; бічні панелі з коментарями читачів відсутні. Списки «Top 100», які містяться в томі 2007 року, не передруковувалися.
Критерії, які Edge використовував під час складання списку, були простими: ігри з будь-якої платформи були прийнятними, серії з прямими продовженнями могли включати лише одну гру, і ігри в списку повинні бути оцінені не вважаючи на ностальгічні фактори.
Топ-10 зі 100 найкращих відеоігор:
1. Dark Souls
2. Grand Theft Auto V
3. The Last of Us
4. Bloodborne
5. Half-Life 2
6. Tetris
7. Super Mario Galaxy 2
8. The Legend of Zelda: Ocarina of Time
9. Resident Evil 4
10. Minecraft

«the 100 greatest videogames» (2017)
1. The Legend of Zelda: Breath of the Wild
2. Dark Souls
3. Grand Theft Auto V
4. The Last of Us
5. Bloodborne
6. Half-Life 2
7. Tetris
8. Super Mario Galaxy 2
9. The Legend of Zelda: Ocarina of Time
10. Resident Evil 4

«the 30th anniversary special edition» — 100 найкращих ігор за час існування Edge (2023)
1. The Legend of Zelda: Breath of the Wild
2. Dark Souls
3. Super Mario 64
4. The Legend of Zelda: Ocarina of Time
5. Resident Evil 4
6. Halo: Combat Evolved
7. Half-Life 2
8. Portal
9. Elden Ring
10. Doom

## Іноземні видання

### Австралія
Австралійське видання було коротко опубліковано на початку 2004 року, менш ніж за шість місяців. Австралійське видання складалося здебільшого з вмісту з британського видання разом із новинами місцевої індустрії ігор.

### Бразилія
Бразильське видання було запущено в травні 2009 року. Воно містить статті, перекладені з британського журналу, а також оригінальний місцевий вміст. Журнал було скасовано в листопаді 2010 року, вийшло 18 номерів.

### Франція
Перекладені добірки статей публікуються у французькому журналі Joypad. У 2017 році La Financière de Loisirs ліцензувала назву для Франції, починаючи з 200-сторінкового спеціального випуску про популярних ігор, які змінили ігрову індустрію, а також AAA як інді.

### Німеччина
У листопаді 2005 року видавництвом Computec Media AG випустили німецький переклад. Німецьке видання було тоншим за англійський оригінал, трохи змінені обкладинки та підвищені рейтинги. У січні 2007 року його перевели на двомісячний графік, а в липні 2007 року його остаточно закрили.

### Італія
У жовтні 2004 року було запущено італійське локалізоване видання під назвою Videogiochi, опубліковане Future Italy. У грудні 2006 року Future Italy було продано компанії Sprea Editori, яка у травні 2007 року перейменувала її на Game Pro. Останній випуск був у вересні 2009 року.

### Іспанія
Локалізоване видання Edge було запущено в Іспанії 15 квітня 2006 року видавцем Globus, яке поділяє частину співробітників редакції On/Off, журнал Globus про DVD-відео та споживчі технології, жодним чином не пов’язані з відеоіграми. У ньому відсутні деякі статті, які містяться у виданні Великобританії, наприклад, історія Virtua Fighter 5, яка була випущена з відповідного іспанського видання.
Наприкінці травня 2009 року в дописі на офіційних іспанських форумах Edge зробленому головним адміністратором, було зазначено, що Globus збирається закрити свій підрозділ відеоігор, що означало закриття іспанського видання Edge та NGamer.
У жовтні 2017 року виходить нове офіційне видання Edge іспанською мовою. Новий випуск опубліковувався кожні два місяці. У червні 2021 році видання закрилося.